# Sam Warburton
Sam Kennedy Warburton (Cardiff, 5 de octubre de 1988) es un exjugador galés de rugby que se desempeñaba como Tercera linea-ala. Su primer partido con la selección de Gales fue contra la selección de rugby de Estados Unidos en Chicago el 6 de junio de 2009. En julio de 2018, anuncio oficialmente su retiro del rugby internacional, a los 29 años, debido a múltiples lesiones que el jugador tuvo durante meses, que le impedían volver a jugar al rugby de forma normal. fue convocado a los British and Irish Lions para la gira de Australia 2013 y Nueva Zelanda 2017, en el que fue capitán en las dos giras.
Jugó en rugby regional para los Cardiff Blues. Hizo su debut regional contra Edimburgo en 2009 y obtuvo el reconocimiento de "Hombre del partido" contra Munster en la Magners League.
Fue seleccionado en el equipo de Gales para la gira de aquel verano por Norteamérica. Warburton disfrutó de mayores oportunidades con los Blues a comienzos de la temporada 2009-10 después de una lesión del veterano Martyn Williams. Fue incluido en los test de noviembre contra Nueva Zelanda, Samoa, Argentina y Australia.
El 18 de enero de 2010 fue seleccionado para el Torneo de las Seis Naciones 2010. Logró su primer try internacional contra Italia en el Torneo de las Seis Naciones 2011. Fue nombrado Hombre del Partido en una victoria vital sobre Escocia en Murrayfield. Asumió la posición de capitán en los encuentros preparatorios de la Copa Mundial de Rugby de 2011, en una derrota frente a los Barbarians en Cardiff. En la victoria sobre Inglaterra 19-9, Warburton fue seleccionado hombre del partido.
Capitaneó a Gales en la Copa Mundial de 2011, el segundo más joven en desempeñar este cargo después de Gareth Edwards. En agosto de 2011 fue seleccionado como capitán galés para la Copa Mundial en Nueva Zelanda en ausencia del lesionado Matthew Rees. En el partido inaugural del torneo contra Sudáfrica, Warburton se convirtió en el capitán más joven de la Copa del Mundo, frente al experimentado flanker sudafricano Heinrich Brussow. Aunque Gales perdió 17-16, Warburton fue seleccionado hombre del partido. Fue una figura clave para alcanzar las semifinales. Jugando contra Francia, Warburton se convirtió en el segundo jugador de Gales que recibió una tarjeta roja en una Copa Mundial cuando fue expulsado después de 18 minutos por el árbitro irlandés Alain Rolland por placaje peligroso sobre Vincent Clerc. Se perdió el partido por el tercer puesto. A pesar de la expulsión, el periódico The Guardian, Brynmor Williams y Sir Ian McGeechan, el legendario entrenador de los Lions, lo seleccionaron como jugador del torneo.
Volvió a jugar con Gales en un partido contra Australia. En enero de 2012 Warburton ganó el premio "personalidad del año 2011" del club de escritores de rugby.
En el Torneo de las Seis Naciones 2012, Warburton mantuvo el puesto de capitán, a pesar de que Matthew Rees regresó al equipo. Arrastró una lesión durante todos los partidos. Comenzó de titular tres de los cinco partidos, pero solo duró la mitad contra Francia en el partido decisivo por el Grand Slam. Destacó en el partido contra Inglaterra, llegando a un sonoro placaje sobre Manu Tuilagi al que impidió el try. Como resultado de ello, fue premiado como hombre del partido.
Su último partido en el Torneo de las Seis Naciones 2013 fue contra Inglaterra en el Millennium Stadium, el 16 de marzo de 2013.
En 2015 es seleccionado para formar parte de la selección galesa que participa en la Copa Mundial de Rugby de 2015.
En 2017 después de numerosas lesiones, decide dar por finalizada su carrera como jugador profesional.

## Palmarés y distinciones notables
- Campeón Seis Naciones 2012 con Gran Slam (Gales)
- Campeón Seis Naciones 2013 (Gales)
- Seleccionado por los British and Irish Lions para la gira de 2013 en Australia y gira de 2017 en Nueva Zelanda[8]
- Capitán de los British and Irish Lions en la gira de 2013 en Australia y cocapitán en la gira de 2017 en Nueva Zelanda
- Capitán de la Selección de rugby de Gales (2011-2018)